# Gunnar Beck
Pour les articles homonymes, voir Beck.
Gunnar Beck, né le 1er mai 1965 à Düsseldorf, est un homme politique allemand. Député européen de 2019 à 2024, il est membre du groupe parlementaire Identité et démocratie (ID).

## Biographie
Beck étudie les sciences politiques, la philosophie, le droit et l'économie à Oxford, Münster, Heidelberg et Londres et obtient son doctorat en philosophie en 1996 au Nuffield College d'Oxford, sous la direction d'Isaiah Berlin. Dans les années 2000, Beck travaille comme barrister au sein du cabinet d'avocats international Herbert Smith (2000-2002, aujourd'hui Herbert Smith Freehills) à Londres et est également conseiller juridique européen à la Chambre des communes du Royaume-Uni. Il enseigne à l'Université d'Oxford et à la London School of Economics. Depuis 2005, il enseigne le Droit de l'Union européenne et la théorie du droit à la faculté de droit de la School of Oriental and African Studies (SOAS), un collège de l'Université de Londres. En réaction à son travail en tant que candidat à l'AfD, ses collègues de la Faculté de droit de la SOAS prennent leurs distances avec lui. Là, il est Reader,, un bureau pour les professeurs d'université dans les universités britanniques, situé entre un Lecteur Senior  et la position relativement rare de professeur. Beck travaille également comme avocat indépendant pour un cabinet d'avocats à Londres. Sa pratique est centrée sur le droit européen.
Beck rejoint l'Alternative pour l'Allemagne en 2014. Il est le dixième candidat de l'AfD à être élu au Parlement européen en 2019.
Placé en 18e position sur la liste de l'AfD pour les élections du 9 juin 2024, il n'est pas réélu député européen.
Il parle allemand, anglais et français.